# 博阿维斯塔 (帕拉伊巴州)
博阿维斯塔（葡萄牙語：Boa Vista）是巴西帕拉伊巴州的一个市镇。总面积476.539平方公里，总人口5578人，人口密度11.7人/平方公里。